# Лагрейндж (округ)
Лагре́йндж (англ. LaGrange County) — округ в штате Индиана, США. Официально образован в 1832 году. По состоянию на 2010 год, численность населения составляла 37 128 человек.

## География
По данным Бюро переписи США, общая площадь округа равняется 1 001,554 км2, из которых 983,217 км2 суша и 18,337 км2 или 1,830 % это водоёмы.

## Население
По данным переписи населения 2000 года в округе проживает 34 909 жителей в составе 11 225 домашних хозяйств и 8 856 семей. Плотность населения составляет 36,00 человек на км2. На территории округа насчитывается 12 938 жилых строений, при плотности застройки около 13,00-ти строений на км2. Расовый состав населения: белые — 96,74 %, афроамериканцы — 0,19 %, коренные американцы (индейцы) — 0,15 %, азиаты — 0,26 %, гавайцы — 0,00 %, представители других рас — 1,92 %, представители двух или более рас — 0,74 %. Испаноязычные составляли 3,14 % населения независимо от расы.
В составе 40,60 % из общего числа домашних хозяйств проживают дети в возрасте до 18 лет, 68,20 % домашних хозяйств представляют собой супружеские пары проживающие вместе, 6,90 % домашних хозяйств представляют собой одиноких женщин без супруга, 21,10 % домашних хозяйств не имеют отношения к семьям, 18,00 % домашних хозяйств состоят из одного человека, 7,50 % домашних хозяйств состоят из престарелых (65 лет и старше), проживающих в одиночестве. Средний размер домашнего хозяйства составляет 3,09 человека, и средний размер семьи 3,54 человека.
Возрастной состав округа: 33,80 % моложе 18 лет, 10,30 % от 18 до 24, 26,10 % от 25 до 44, 19,80 % от 45 до 64 и 19,80 % от 65 и старше. Средний возраст жителя округа 30 лет. На каждые 100 женщин приходится 102,60 мужчин. На каждые 100 женщин старше 18 лет приходится 98,60 мужчин.
Средний доход на домохозяйство в округе составлял 42 848 USD, на семью — 46 885 USD. Среднестатистический заработок мужчины был 33 872 USD против 23 395 USD для женщины. Доход на душу населения составлял 16 481 USD. Около 5,40 % семей и 7,70 % общего населения находились ниже черты бедности, в том числе — 9,20 % молодежи (тех, кому ещё не исполнилось 18 лет) и 9,10 % тех, кому было уже больше 65 лет.